# Erskine H. Childers
Erskine Hamilton Childers (Londra, 11 novembre 1905 – Dublino, 17 novembre 1974) è stato un politico irlandese, quarto Presidente della Repubblica d'Irlanda dal 24 giugno 1973 al 17 novembre 1974, giorno della sua morte. La sua è stata la Presidenza più breve della storia della Repubblica d'Irlanda.
Figlio di un eroe della Rivolta di Pasqua, durante i suoi trentacinque anni di servizio pubblico precedenti alla Presidenza è stato più volte ministro e anche Tánaiste. Ha fatto parte del Fianna Fáil.

## Biografia

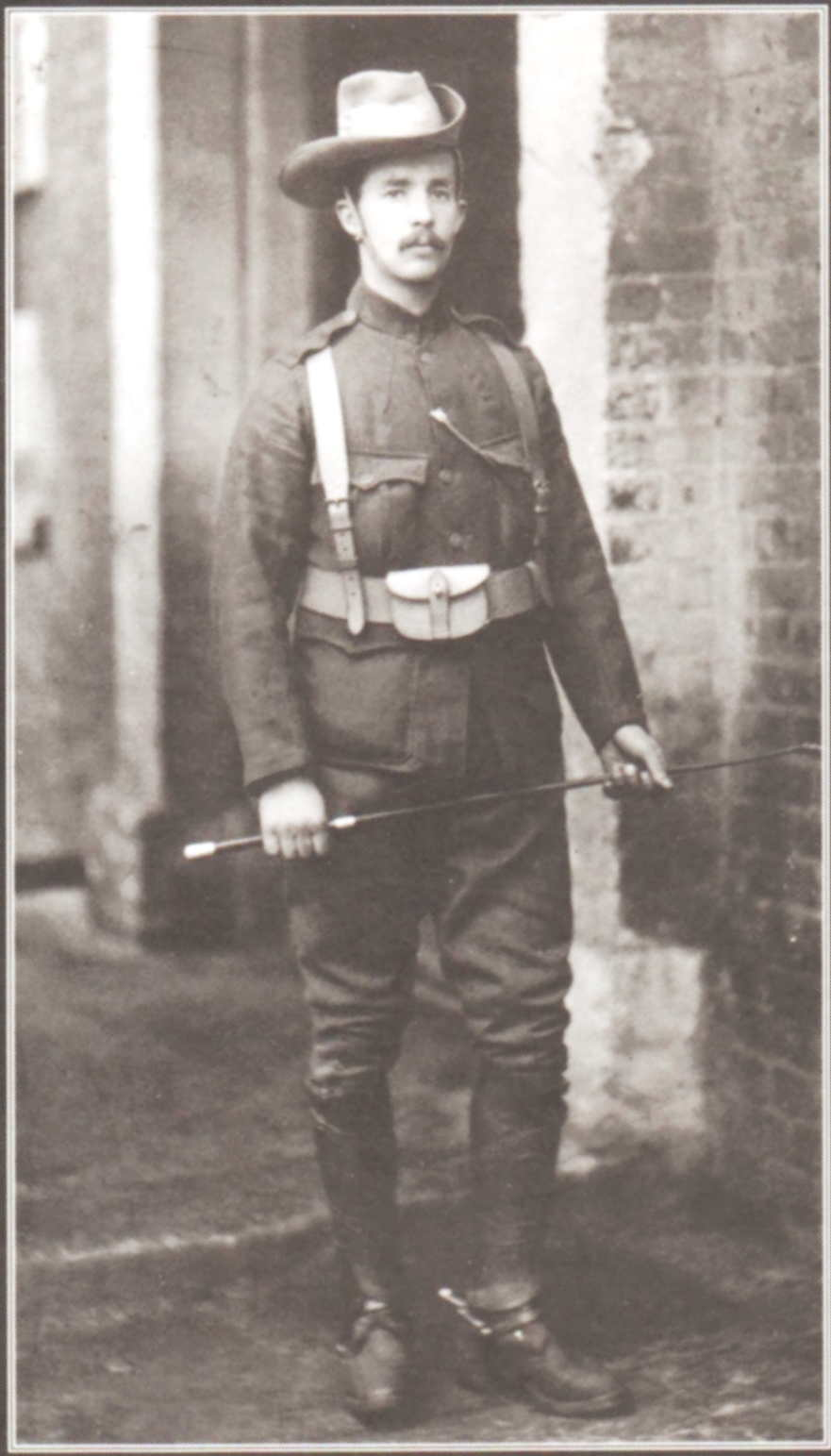
Robert Erskine Childers, padre di Erskine Hamilton

Erskine Hamilton Childers nacque nei Victoria Embankment Gardens di Londra l'11 dicembre 1905, da una famiglia protestante originaria di Glendalough, nella Contea di Wicklow. Il padre, Robert Erskine Childers, londinese ma di madre irlandese, crebbe con uno zio proprio nel Wicklow, dove decise di trasferire la famiglia dopo la prima guerra mondiale. Sua madre, Mary Alden Childers, era invece di Boston, nella quale i suoi antenati irlandesi si trasferirono nel 1620 a bordo della Mayflower. I genitori emersero poi come figure di spicco durante la Rivolta di Pasqua che portò alla creazione dello Stato Libero d'Irlanda. Studiò al Gresham's School di Holt, all'Università di Cambridge e al Trinity College di Cambridge, dove infine si laureò in giornalismo.
Nel 1922 però, il sedicenne Childers fu costretto ad assistere all'esecuzione del padre per possesso illegale di una pistola (datagli da Michael Collins): tuttavia, Childers senior si fece promettere dal figlio, in spirito di riconciliazione, che avrebbe stretto le mani a tutti coloro che avevano firmato la sua condanna a morte. Erskine vide sempre il padre come una figura ispiratrice, tanto che, in un colloquio con Jack Lynch avuto poco tempo prima della morte, disse: "Quando morirò voglio essere in grado di incontrare mio padre, che mi chiederà cosa ho fatto per la mia Nazione, l'Irlanda. E voglio essere in grado di incontrarlo faccia a faccia e dirgli: 'ho fatto del mio meglio, padre'". Durante il periodo scolastico, Childers aveva sul comodino due foto: quella del padre e quella del suo "idolo": il leader del Sinn Féin Éamon de Valera.
Dopo la laurea, lavorò per un breve periodo per una rivista di turismo di Parigi. Nel 1931 proprio Éamon de Valera lo invitò a collaborare col suo nuovo giornale, The Irish Press, dove fu il manager pubblicitario. Dal 1936 al 1944 fu Segretario della Federazione degli Artigiani irlandesi.

### Vita privata
Di religione protestante, Childers si è sposato due volte:
- con Ruth Ellen Dow dal 1925 al 1950 (anno della sua morte), con la quale ha avuto cinque figli;
- con Rita Dudley dal 1952 al 1974 (quando rimase vedova), con la quale ebbe una figlia, Nessa, attuale europarlamentare indipendente per l'Alleanza Progressista dei Socialisti e dei Democratici.[13]

## Carriera politica

### Cittadinanza irlandese e Teachta Dála
Nel 1937 de Valera divenne Taoiseach, e propose a Childers un ruolo da Teachta Dála (parlamentare). Si scoprì però che Erskine non disponeva di cittadinanza irlandese ma solo inglese, non essendo il padre vivente in Irlanda il 6 dicembre 1922, giorno della nascita dello Stato Libero d'Irlanda (Childers senior era stato giustiziato appena dodici giorni prima, il 24 novembre). Per ovviare al problema, de Valera preparò personalmente il certificato per fargli ottenere lo status di cittadino irlandese, che venne ratificato il 2 marzo 1938; Childers ne approfittò poi per far naturalizzare anche la madre e il fratello (14 aprile).
Nel 1938 si candidò nelle liste del Fianna Fáil e venne eletto nella circoscrizione di Athlone–Longford (formata dalle contee di Longford, Roscommon e Westmeath), ruolo che mantenne fino al maggio 1944. Fu poi rappresentante, dal 1948 al 1961, della neonata circoscrizione di Longford-Westmeath (che escludeva quindi il Roscommon) e della circoscrizione di Monaghan (formata dalla contea di Monaghan) dal 1961 al 25 giugno 1973, quando divenne Presidente.

### Ministro e Tánaiste
Nella sua lunga carriera politica, Childers fu più volte ministro:
- ministro delle poste e dei telegrafi dal 1951 al 1954 e nuovamente dal 1966 al 1969;
- ministro dei territori dal 1957 al 1959;
- ministro dei trasporti e dell'energia dal 1959 al 1969;
- ministro della salute dal 1969 al 1973.

Dal 1969 fu anche Tánaiste, ossia vice-Taoiseach di Jack Lynch.
Il suo periodo ministeriale fu controverso, venendo addirittura definito da un commentatore come uno "spettacolare fallimento". Venne però apprezzata la sua fermezza nelle decisioni, come quando ad esempio, nel 1970 allo scoppio della Arms Crisis, ordinò le dimissioni dei ministri Charles Haughey e Neil Blaney, accusati di aver contrabbandato armi a favore del Provisional IRA e insistette per mandarli in galera, nonostante fossero del suo stesso partito (entrambi furono in seguito assolti); anche per questo la rivista Newsweek gli conferì il riconoscimento di "Ministro dell'anno".

## Presidente della Repubblica

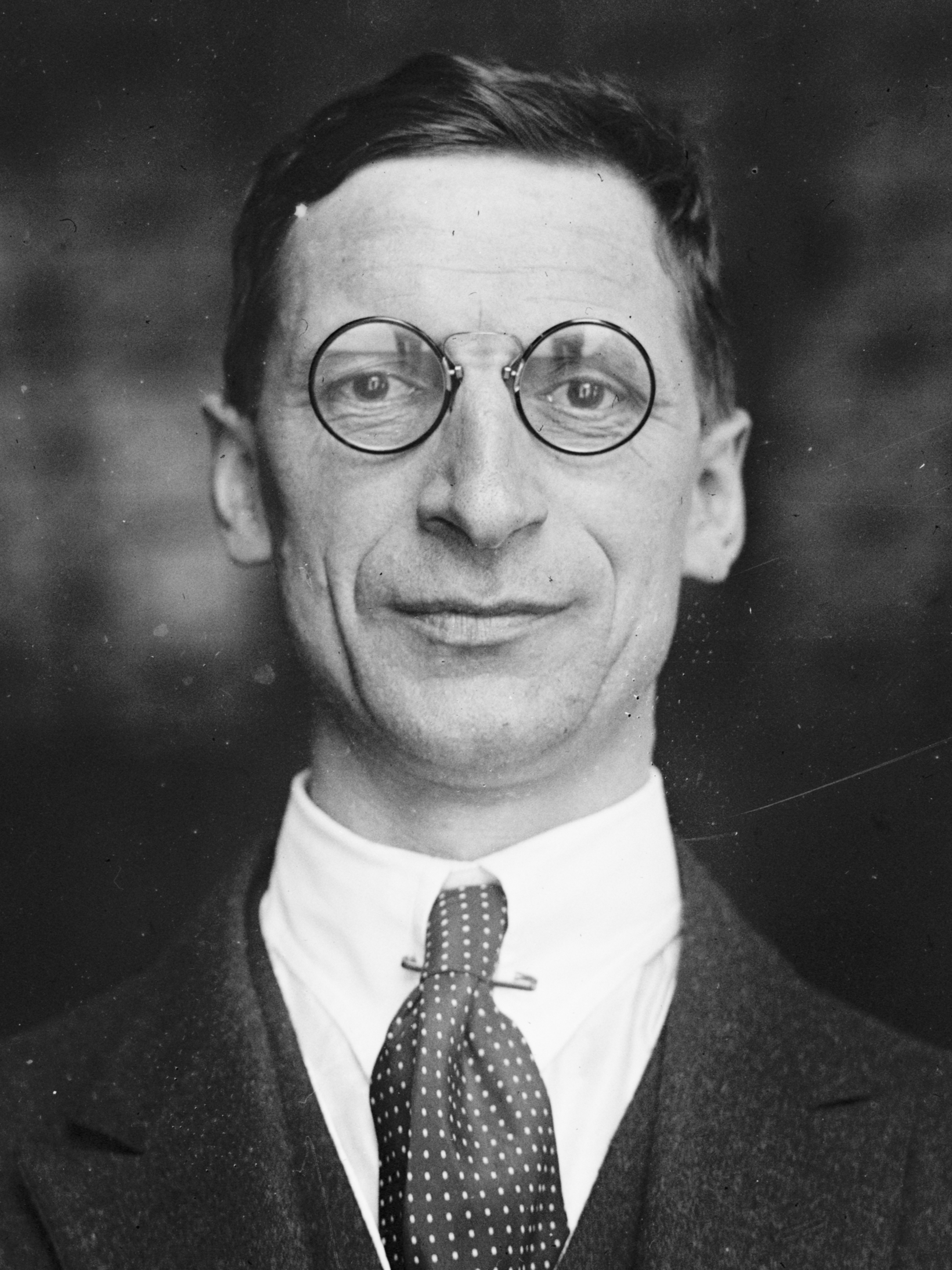
Éamon de Valera, Presidente uscente nonché amico, mentore e idolo giovanile di Childers

### Elezioni
Nel 1973 vi furono le elezioni presidenziali, con il Fine Gael che presentava come candidato il super-favorito Tom O'Higgins, il quale sette anni prima aveva perso Áras an Uachtaráin per appena l'1% (10 000 voti circa) contro il Presidente uscente Éamon de Valera; e fu proprio de Valera, idolo del giovane Erskine nonché colui che nel 1931 gli offrì un posto di lavoro nel suo giornale e che l'aveva guidato durante la sua intera carriera politica, a mettere pressione al Taoiseach e leader del Fianna Fáil Jack Lynch per nominare l'allora Tánaiste come candidato del partito (inizialmente si pensò a Frank Aiken, che però rifiutò). La mossa sembrava azzardata e venne accolta con notevole scetticismo anche nello stesso Fianna Fáil, in quanto Childers sarebbe stato il secondo Presidente di seguito non nato in Irlanda (de Valera era infatti nato a New York) e, soprattutto, per il suo essere protestante. Lo slogan scelto per la campagna elettorale fu: «Un Presidente per tutta la Nazione».
Tuttavia, Childers riuscì a guadagnarsi ampi consensi durante la campagna elettorale e il 30 maggio batté O'Higgins con il 52%. I motivi del successo sono da ricercare nella decisione di O'Higgins di non partecipare ai dibattiti televisivi e nell'ampio successo guadagnato da Childers nei ceti popolari come ministro dei territori, dei trasporti e della salute.
Divenne ufficialmente presidente il 24 giugno, mentre giurò e si insediò il giorno dopo.

### La breve Presidenza
Childers fu Presidente per circa un anno e cinque mesi. Dopo essersi costruito una reputazione di amante del duro lavoro, il suo obiettivo era quello di riformare il suo ruolo e renderlo più politicamente attivo. Tuttavia, ebbe ampi contrasti con il nuovo Taoiseach Liam Cosgrave, leader del Fine Gael: questi si rifiutò infatti di collaborare con Childers per la creazione di un think tank ad Áras an Uachtaráin e non lo informò degli avvenimenti una volta al mese, come di tradizione, limitandosi sia con lui che con il successivo Presidente Cearbhall Ó Dálaigh ad un colloquio semestrale. Il neo-Presidente pensò anche alle dimissioni, ma fu convinto a desistere dal ministro degli esteri Garret FitzGerald.
Resosi conto del suo poco peso politico, Childers diede il via ad una lunga serie di incontri e discorsi; secondo la figlia Nessa, incontrò almeno una volta anche il primo ministro dell'Irlanda del Nord Terence O'Neill, contribuendo a smorzare le tensioni.

### Morte
I troppi impegni ufficiali da lui stesso organizzati cominciarono però a stancarlo ed a nuocergli fisicamente. Fu così che il 17 novembre 1974, subito dopo aver tenuto un discorso al Royal College of Physicians di Dublino, ebbe un infarto: trasportato in ospedale, morì quel giorno stesso. Fu il primo Presidente irlandese a non completare il mandato settennale.
I funerali di Stato si tennero nella Cattedrale di San Patrizio di Dublino, e vi presero parte anche Louis Mountbatten, come rappresentante della Regina Elisabetta II, il primo ministro inglese Harold Wilson ed altri vari capi di Stato.
Fu seppellito nella chiesa anglicana irlandese del villaggio di Roundwood, nella contea di Wicklow.

### Successione
Inizialmente, come successore del defunto Presidente fu proposta la First Lady Rita Childers, suggerita dal Taoiseach Cosgrave a Lynch. Quando l'annuncio era ormai quasi certo vi fu però un incidente: un ministro parzialmente sordo del Fine Gael, Tom O'Donnell, fraintese una domanda di un giornalista e, capendo erroneamente che questi già sapesse della nuova nomina, confermò che Rita Childers sarebbe stata la quinta Presidente d'Irlanda. Quando Lynch venne a conoscenza di ciò, pensando ad una mossa politica volta a far apparire il Fianna Fáil come completamente sottomesso al Governo, tolse il suo sostegno alla candidatura (scoprì dell'errore solo un mese dopo).
I partiti si misero dunque a cercare una nuova candidatura, e la scelta ricadde sull'ex Procuratore Generale e Giudice Capo della Suprema Corte di giustizia Cearbhall Ó Dálaigh, che fu così eletto senza opposizioni.